# I'm Good (Blue)
Singles par David Guetta
Take Me Back
(2022) Living Without You
(2022)
Singles par Bebe Rexha
It's You, Not Me (Sabotage)
(2021)
I'm Good (Blue) est une chanson du disc-jockey français David Guetta et de la chanteuse américaine Bebe Rexha, sortie le 26 août 2022. Elle reprend l'instrumentale du titre Blue (Da Ba Dee) du groupe Eiffel 65, sortie en 1998. La chanson connaît un succès international, atteignant la 1re place d'une vingtaine de pays.

## Genèse et sortie
La chanson a été enregistrée une première fois en 2017 et jouée par David Guetta lors de l'Ultra Music Festival 2017. Un extrait de la chanson devient viral en août 2022, poussant David Guetta à la sortir en single, après que Bebe Rexha a réenregistré ses vocaux. La chanson connait alors le succès, amassant 130.000 créations et 500 millions de vues au total sur TikTok.

## Liste des pistes
| 1. | I'm Good (Blue)            | 2:55 |
| 2. | I'm Good (Blue) (Extended) | 3:39 |

| 1. | I'm Good (Blue) (Stage Mix) | 3:54 |

| 1. | I'm Good (Blue) (Tiësto Remix)         | 2:58 |
| 2. | I'm Good (Blue) (Cedric Gervais Remix) | 2:59 |
| 3. | I'm Good (Blue) (Brooks Remix)         | 2:49 |
| 4. | I'm Good (Blue) (Djs from Mars Remix)  | 2:43 |
| 5. | I'm Good (Blue)                        | 2:55 |

| 1. | I'm Good (Blue) (Tiësto Extended Remix)         | 3:43 |
| 2. | I'm Good (Blue) (Cedric Gervais Extended Remix) | 4:43 |
| 3. | I'm Good (Blue) (Brooks Extended Remix)         | 3:41 |
| 4. | I'm Good (Blue) (Djs from Mars Extended Remix)  | 4:00 |
| 5. | I'm Good (Blue) (Stage Mix)                     | 3:54 |

| 1. | I'm Good (Blue) (Reaper Remix)          | 2:53 |
| 2. | I'm Good (Blue) (Reaper Extended Remix) | 3:29 |

| 1. | I'm Good (Blue) (Oliver Heldens Remix) | 3:06 |
| 2. | I'm Good (Blue) (R3hab Remix)          | 2:47 |
| 3. | I'm Good (Blue) (Gabry Ponte Remix)    | 2:45 |
| 4. | I'm Good (Blue) (Header Remix)         | 3:42 |
| 5. | I'm Good (Blue) (Ralph Wegner Remix)   | 2:58 |
| 6. | I'm Good (Blue)                        | 2:55 |

| 1. | I'm Good (Blue) (Oliver Heldens Extended Remix) | 4:48 |
| 2. | I'm Good (Blue) (R3hab Extended Remix)          | 3:46 |
| 3. | I'm Good (Blue) (Gabry Ponte Extended Remix)    | 4:05 |
| 4. | I'm Good (Blue) (Header Extended Remix)         | 4:39 |
| 5. | I'm Good (Blue) (Ralph Wegner Extended Remix)   | 4:44 |

## Classements hebdomadaires
| Classement (2022)                       | Meilleure position |
| --------------------------------------- | ------------------ |
| Allemagne (Media Control AG)            | 3                  |
| Australie (ARIA)                        | 1                  |
| Autriche (Ö3 Austria Top 40)            | 2                  |
| Belgique (Flandre Ultratop 50 Singles)  | 1                  |
| Belgique (Wallonie Ultratop 50 Singles) | 1                  |
| Bulgarie (PROPHON)                      | 3                  |
| Canada (Hot 100)                        | 1                  |
| Croatie (HRT)                           | 2                  |
| Danemark (Tracklisten)                  | 1                  |
| Espagne (PROMUSICAE)                    | 18                 |
| États-Unis (Hot 100)                    | 7                  |
| États-Unis (Hot Dance/Electronic Songs) | 1                  |
| États-Unis (Pop Airplay)                | 3                  |
| Finlande (Suomen virallinen lista)      | 1                  |
| France (SNEP)                           | 4                  |
| France (Tophitsmusic.fr)                | 1                  |
| Grèce (IFPI)                            | 1                  |
| Hongrie (Rádiós Top 40)                 | 20                 |
| Hongrie (Dance Top 40)                  | 5                  |
| Hongrie (Single Top 40)                 | 1                  |
| Hongrie (Stream Top 40)                 | 4                  |
| Islande (Plötutíðindi)                  | 1                  |
| Irlande (IRMA)                          | 2                  |
| Italie (FIMI)                           | 7                  |
| Lettonie (EHR)                          | 1                  |
| Liban (Lebanese Top 20)                 | 2                  |
| Lituanie (Agata)                        | 4                  |
| Luxembourg (Billboard)                  | 1                  |
| Norvège (VG-lista)                      | 1                  |
| Nouvelle-Zélande (Recorded Music NZ)    | 4                  |
| Pays-Bas (Nederlandse Top 40)           | 1                  |
| Pays-Bas (Single Top 100)               | 1                  |
| Pologne (ZPAV)                          | 1                  |
| Portugal (AFP)                          | 9                  |
| Roumanie (Billboard)                    | 14                 |
| Royaume-Uni (UK Singles Chart)          | 1                  |
| Russie (Tophit Radio Top 100)           | 15                 |
| Slovaquie (IFPI Rádio)                  | 1                  |
| Slovaquie (IFPI Singles Digitál)        | 2                  |
| Suède (Sverigetopplistan)               | 1                  |
| Suisse (Schweizer Hitparade)            | 1                  |
| Tchéquie (IFPI Rádio)                   | 7                  |
| Tchéquie (IFPI Singles Digitál)         | 1                  |

## Distinctions
| Année | Organisation            | Titre                             | Résultat   | Ref.   |
| ----- | ----------------------- | --------------------------------- | ---------- | ------ |
| 2022  | MTV Europe Music Awards | Meilleure collaboration           | Lauréat    | [ 46 ] |
| 2022  | NRJ Music Awards        | Chanson internationale de l'année | Nomination | [ 47 ] |
| 2022  | NRJ Music Awards        | Reprise / adaptation              | Nomination | [ 48 ] |
| 2023  | Grammy Awards           | Meilleur enregistrement dance     | En attente | [ 49 ] |

## Certifications
| Région | Certification | Ventes/Streams |
| --- | ------------- | -------------- |
| Allemagne (BM) | Or            | 200 000^       |
| Autriche (IFPI) | Or            | 15 000x        |
| Brésil (ABPD) | Platine       | 120 000*       |
| Canada (Music Canada) | Platine       | 80 000^        |
| Danemark (IFPI) | Or            | 45 000^        |
| Espagne (PME) | Platine       | 60 000^        |
| France (SNEP) | Platine       | 200 000*       |
| Italie (FIMI) | Platine       | 100 000*       |
| Nouvelle-Zélande (RMNZ) | Or            | 15 000*        |
| Royaume-Uni (BPI) | Platine       | 600 000^       |
| *Ventes selon la certification ^Mise en rayon selon la certification xNon précisé par la certification ‡ventes/streaming selon la certification |               |                |